# Peramodon
Peramodon es un género extinto de terápsidos dicinodontos del Pérmico Superior de Rusia. La especie-tipo, P. amalitzkii, fue nombrada originalmente en 1926 como Dicynodon amalitzkii.